# Aspliden
Aspliden is een plaats in de gemeente Malå in het landschap Lapland en de provincie Västerbottens län in Zweden. De plaats heeft 56 inwoners (2005) en een oppervlakte van 34 hectare. De plaats ligt iets ten westen van de in de gemeente Lycksele gelegen grotere plaats Kristineberg, voor de rest bestaat de omgeving van de plaats vooral uit bos en iets ten noorden van de plaats ligt de 561 meter boven de zeespiegel gelegen berg Hornberget.